# Балка Очеретяна (ботанічний заказник)
Балка Очеретяна — ботанічний заказник місцевого значення в Україні. Об'єкт розташований на території Долинського району Кіровоградської області. 
Площа — 53,9 га, статус отриманий у 2016 році.
Видовжена балка система із степовою та деревно-чагарниковою рослинністю, а також виходами кристалічних порід. По балці протікає струмок, що є притокою р. Боковенька. Зростає низка видів рослин, занесених до Червоної книги України: ковила волосиста, ковила Лессінга, ковила пухнастолиста, ковила найкрасивіша, ковила українська, горицвіт весняний, горицвіт волзький, астрагал шерстистоквітковий, шафран сітчастий, сон лучний, рястка Буше та тюльпан дібровний. Серед рідкісних тварин: подалірій, махаон, боривітер степовий, горностай, сорокопуд сірий.